# Pfalzburger Straße (Bremen)

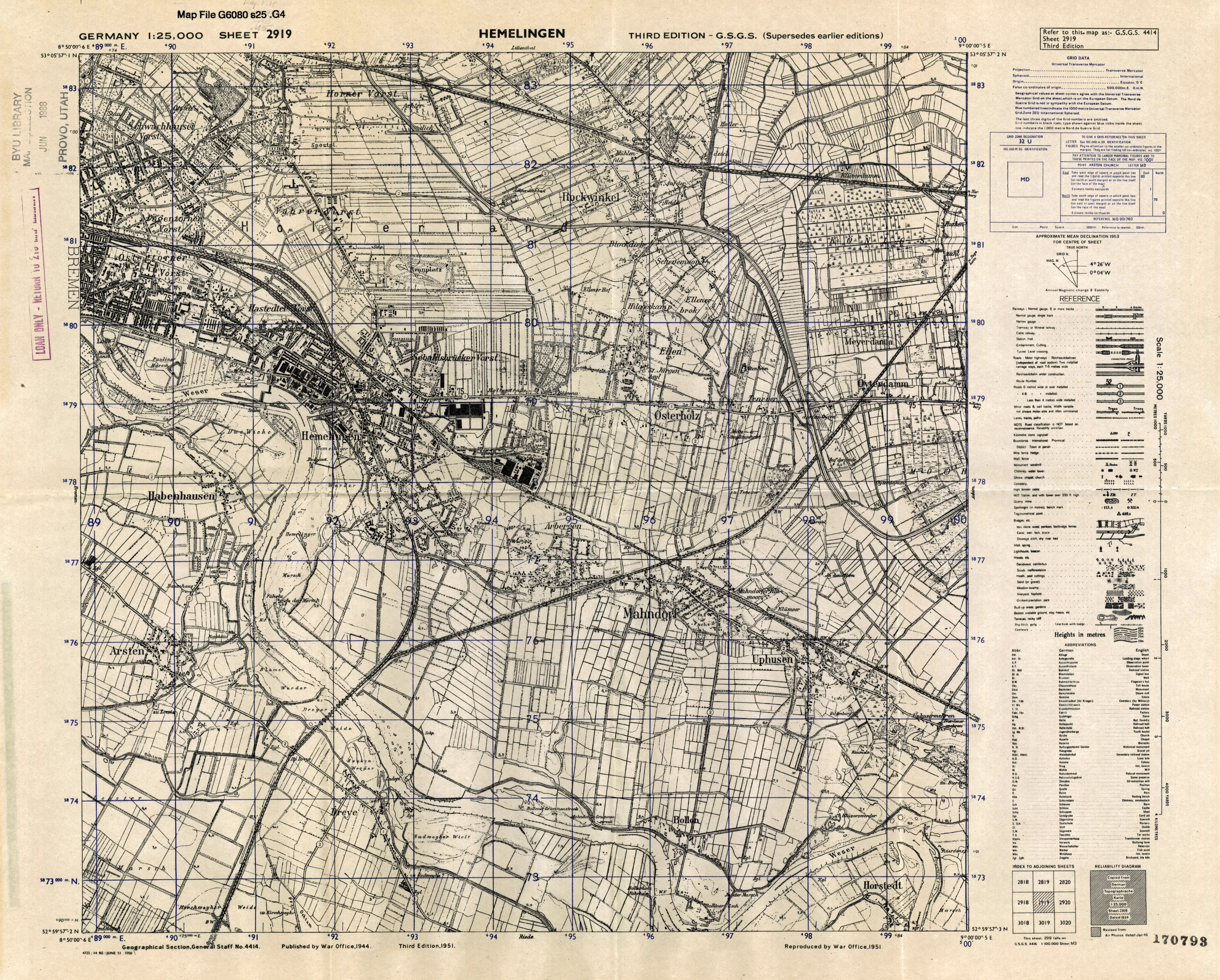
Hemelingen 1930er Jahre: Mitte/links das Industriegebiet Hastedt in der Straße

Die Pfalzburger Straße ist eine wichtige Durchgangsstraße in Bremen, Stadtteil Hemelingen, Ortsteil Hastedt. Sie führt überwiegend in West-Ost-Richtung parallel zur Weser von der Malerstraße bis zur Straße An der Grenzpappel und zum Autobahnzubringer Hemelingen zur Bundesautobahn 1.
Die Querstraßen und Anschlussstraßen wurden benannt u. a. als Malerstraße (unbekannt), unbenannte Straße, Goliathstraße 2001 nach dem Goliath-Werk des Borgward-Konzerns, Am Rosenberg nach einer Anhöhe, Föhrenstraße nach den Kiefern (= Föhren) die dort auf dem Boden der Weserdüne wuchsen, Quintschlag nach dem fünften (= quint) Fechtschlag beim Fechten oder Pauken, An der Grenzpappel nach einer bekannten Pappel an der früheren Grenze zu Bremen und Zum Allerhafen nach dem Binnenhafen an der Weser; ansonsten siehe beim Link zu den Straßen.

## Geschichte

### Name
Die Pfalzburger Straße wurde nach der lothringischen Stadt Pfalzburg benannt, die zum Zeitpunkt der Benennung zum Deutschen Reich gehörte. Preußische Truppen hatten sie während des Deutsch-Französischen Krieges im Dezember 1870 erobert.

### Anlage
Die Pfalzburger Straße wurde 1904 als Wohnstraße im Auftrag des Bremer Senats gebaut. Beauftragt wurde der Bauunternehmer Franz Parzof gebaut, der hier insgesamt sieben weitere Straßen realisierte. Dazu gehörte der Alte Postweg, zuvor noch ein Sandweg, an dessen unbebauter Südseite der alte Deich verlief. Zwischen Postweg und Pfalzburger Straße entstand nun eine geschlossene Wohnbebauung, unterbrochen durch die Querstraßen Malerstraße, Am Rosenberg, Föhrenstraße und Quintschlag.

### Entwicklung
Nach der Planung hätte in Richtung Weser noch eine weitere Wohnstraße, die Bredowstraße, entstehen und der Quintschlag zur Weser verlängert werden sollen. Jedoch benötigte 1907 die Norddeutsche Waggonfabrik diese Flächen zum Bau einer Fabrik, die Straßenplanung wurde aufgehoben und der Quintschlag wurde zur Sackgasse, die am Fabriktorendete.
Danach wurden weitere Industriegrundstücke bis an die Wohnbebauung der Pfalzburger Straße herangeführt, im Zweiten Weltkrieg war hier ein Zentrum der Rüstungsproduktion. Durch die Luftangriffe auf Bremen wurden die Werksgelände von NAMAG und Hansa-Lloyd sowie umliegende Bereiche der Pfalzburger Straße zerstört.
In den 1960er Jahren wurden die Grundstücke an der Südseite komplett mit der stark verbreiterten Straße überbaut. Bereits in der Zeit des Nationalsozialismus wurde im Rahmen der Autobahnplanung festgelegt, dass die Häuser an der Westseite der Malerstraße und der Südseite der Pfalzburger Straße nicht neu- oder ausgebaut werden dürfen.

### Verkehr
Seit den 1960er Jahren führt der neue Autobahnzubringer Hemelingen (1967/69) den Verkehr von der Autobahn A 1 durch die Straße zur Malerstraße. Nördlich der vier- bis fünfspurigen Straße entstand eine einspurige Wohnstraße mit einem Seitenstreifen für parkende Autos.
Die Straßenbahn Bremen hat mit der Linie 3 (Gröpelingen – Weserwehr) an der Malerstraße ihre Endstation.
Im Nahverkehr in Bremen haben die Buslinien 40, 41 (Bf Mahndorf ↔ Weserweh) und 42 (Gewerbepark Hansalinie ↔ Weserwehr) an der Malerstraße ihre Endstationen.

## Gebäude und Anlagen
Die Straße ist überwiegend nördlich mit zweigeschossigen Wohnhäusern und südlich mit 1- bis 6-geschossigen gewerblich genutzten Gebäuden bebaut.
Erwähnenswerte Gebäude und Anlagen
- Nr. 8 bis 250: fast nur 2-gesch. Wohnhäuser von nach 1904 zumeist mit Satteldächern; bedingt durch Kriegszerstörungen sind viele Häuser nach 1950/60 erbaut worden, einige als Geschäftshäuser.
- Nr. 41 Ecke Malerstraße: 1-gesch. Einkaufszentrum Hansa-Carré Bremen mit um 30 Läden, Post, Postbank, Apotheke, Drogerie und Gastronomie
- Nr. 69a: 6-gesch. Geschäfts- und Bürohaus mit u. a. dem Sozialzentrum 6 Hemelingen-Osterholz vom Amt für Soziale Dienste
- Nr. 71 und 73: 1-gesch. Einkaufszentren
- Föhrenstraße Nr. 70–71: 1-gesch. Gewerbezentren
- Hastedter Osterdeich 250–255: Heizkraftwerk Hastedt der swb AG
- Nr. 85: 1- und 3-gesch. Einkaufs- und Gewerbezentren
- Nr. 251: 2- und 3-gesch. Einkaufs- und Gewerbezentren mit u. a. der Amco Metall-Service GmbH